# Marcos Arturo Beltrán-Leyva
Arturo Beltrán Leyva (Badiraguato, Sinaloa, 27 de septiembre de 1961-Cuernavaca, Morelos, 16 de diciembre de 2009) fue un narcotraficante mexicano, líder y fundador del Cártel de los Beltrán Leyva, una organización criminal dedicada al tráfico de drogas en México.
Antes de fundar su propia organización, Beltrán Leyva fue durante mucho tiempo un miembro de alto rango del Cártel de Sinaloa. Su organización era responsable de la producción, transporte y venta al por mayor de cocaína, marihuana, heroína y metanfetamina. Controlaba numerosos corredores de tráfico de drogas hacia los Estados Unidos y era responsable del lavado de dinero, el tráfico de armas y otros actos de violencia contra hombres, mujeres y niños en México. La organización estuvo vinculada con los asesinatos de numerosos funcionarios encargados de hacer cumplir la ley en México.
Desde mediados de la década de 1990, Arturo Beltrán Leyva supuestamente lideró poderosos grupos de asesinos para luchar por las rutas comerciales en el noreste de México. Para 2008, mediante el uso de la corrupción o la intimidación, logró infiltrarse en el sistema político, judicial y de seguridad pública de México, e instituciones policiales para robar información clasificada sobre operaciones antidrogas, e incluso se infiltraron en la oficina de Interpol en México.
Fue abatido el 16 de diciembre de 2009, durante un enfrentamiento entre elementos de la Armada de México y miembros del cartel, en la ciudad de Cuernavaca, Morelos.

## Inicios y fundación de cártel
Arturo Beltrán Leyva nació el 27 de septiembre de 1961 en el rancho La Palma ubicado en el municipio de Badiraguato, Sinaloa. Comenzó como escolta del narcotraficante Amado Carrillo Fuentes (El señor de los cielos) con quien aprendió a familiarizarse en el ámbito del narcotráfico y la venta ilegal de sustancias. Luego de la muerte de Carrillo, Arturo junto a sus hermanos Carlos, Alfredo y Héctor, comenzó a trabajar para el Cártel de Sinaloa liderado por Joaquín "El Chapo" Guzmán con quién estableció una buena relación los primeros años. El 11 de diciembre de 2006 sin embargo, la administración del entonces presidente de México, Felipe Calderón, da inició a una guerra contra el narcotráfico siendo detenido en ella Alfredo Beltrán Leyva. Este hecho hizo deducir a Arturo que su hermano había sido entregado por el propio Chapo Guzmán en un acuerdo con el presidente Calderón a cambio de protección.
En 2008, Arturo y sus hermanos declaran una disputa contra Joaquín Guzmán y con la intención de ganar las plazas del narcomenudeo en Guerrero, Morelos, Puebla y otros estados del sur de México, Arturo funda el Cártel de los Beltrán Leyva ganando terreno también en estados del norte —que eran controlados por el Chapo— como Sonora y Sinaloa.
La influencia de Alfredo Beltrán Leyva había penetrado profundamente en la oficina del Procurador General de la República al sobornar al ex zar antidrogas de México, Noé Ramírez Mandujano, y otros funcionarios de alto rango.  Ramírez Mandujano, quien era el jefe de la principal unidad contra el crimen organizado del país SIEDO, recibía 450.000 dólares por mes para avisarles sobre cómo, cuándo y dónde se llevarían a cabo acciones u operaciones en su contra.

### Sanción de la Ley de Capos
El 30 de mayo de 2008, el Departamento del Tesoro de los Estados Unidos sancionó a Beltrán Leyva conforme a la Ley de Designación de Capos Extranjeros del Narcotráfico (a veces denominada simplemente como la "Ley de Capos"), por su participación en el tráfico de drogas junto con otros tres delincuentes internacionales y tres entidades. La ley prohibía a los ciudadanos y empresas estadounidenses realizar cualquier tipo de actividad comercial con él, y prácticamente congelaba todos sus activos en Estados Unidos.

## Operaciones
El cártel se extendió rápidamente e inició el reclutamiento de jóvenes para la venta ilegal de estupefacientes y armas. Durante la guerra contra el narcotráfico en México, el cártel de los Beltrán Leyva se convirtió en uno de los más fuertes y el más grande en el sur del país. Los Beltrán Leyva dominaron la actividad criminal en la Ciudad de México, Morelos, Guerrero, Estado de México, Puebla, Veracruz y en parte de Sonora con la intención de convertirse en el principal cártel armado. Arturo Beltrán se ganaría el respeto de otros y el apodo de Jefe de jefes.
En mayo de 2008 es asesinado Edgar Guzmán, hijo de Joaquín Guzmán. Los medios concluyen con que la muerte del hijo del Chapo fue una venganza de parte de Arturo Beltrán por la captura de su hermano. Apenas algunas horas después, sicarios del Jefe de jefes asesinan al jefe de la Policía Preventiva, Édgar Millán Gómez quién lideró la operación para capturar a Alfredo Beltrán. Un mes más tarde, Beltrán hace alianzas con el Cártel de los Zetas para desmantelar al Cártel de Sinaloa. Tras la muerte del hijo de Guzmán su territorio se había extendido. El sicario Édgar Valdez Villarreal (apodado La Barbie) quien era uno de los escoltas de confianza de Arturo Beltrán funda la organización de sicarios denominada Los Pelones, a la cual se integraría Cleotilde Rentería. Instruido por La Barbie, Rentería comienza a trabajar para Beltrán y es asignada para el control de las plazas en el estado de Guerrero.
En agosto de 2008, el Gobierno de Estados Unidos interfiere legalmente en la infraestructura financiera de los Beltrán Leyva, para apoyar a las autoridades mexicanas en la captura de Arturo. Washington acusó a Leyva de introducir 200 toneladas de cocaína y grandes cantidades de heroína entre 1990 y 2008, además de contrabandear de regreso a México unos 5.800 millones de dólares en efectivo.

## Operativo y muerte
El operativo que terminó con la muerte de Arturo Beltrán Leyva se inició el 11 de diciembre de 2009 cuando elementos de la armada irrumpieron en una fiesta en un poblado cercano a Tepoztlán, Morelos, en la que se encontraba Leyva y Valdez Villarreal “La Barbie”. Ambos lograron escapar luego de una fuerte balacera en la que murieron tres gatilleros y otros cuarenta personas fueron detenidas junto con 24 prostitutas y el grupo musical Los Cadetes de Linares, incluido el conocido intérprete de narcocorridos Ramón Ayala. así como integrantes del grupo "Torrente". Después de declaraciones por parte de detenidos en dicha fiesta, la Marina ubicó una de las casas de Beltrán Leyva, una propiedad de lujo en Cuernavaca. De los cuarenta detenidos, once fueron procesados en enero de 2010 por autoridades federales.
El 16 de diciembre de 2009, luego de un orquestado plan de operación, marinos de la Armada de México, siguieron su rastro hasta un edificio residencial conocido como 'Altitude' cerca del centro de Cuernavaca. Cerca de 200 marinos movilizados por tierra y aire y con inteligencia brindada por los Estados Unidos, rodearon el edificio, desalojando las residencias contiguas a la que se encontraba Marcos Arturo. Al momento de aproximarse, los marinos fueron recibidos con intenso fuego por parte de los narcotraficantes y estos repelieron la agresión. La confrontación duró cerca de 90 minutos, durante los cuales los sicarios arrojaron aproximadamente 20 granada de mano (granadas de fragmentación). Durante el enfrentamiento, los edificios del Hospital del Niño Morelense (HNM) y el Hospital General José G. Parres fueron utilizados como refugios para los civiles desplazados durante el enfrentamiento, aunque según un reportaje del Sol de Cuernavaca, el ambiente era tenso sobre todo para los pacientes y menores refugiados en la zona.
Marcos Arturo Beltrán Leyva y cuatro miembros del cártel que fungían como guardaespaldas fueron abatidos, mientras que uno más se suicidó al verse copado por los militares. Dos marinos de la Armada resultaron heridos por esquirlas de granada y uno murió. Durante el enfrentamiento también falleció una mujer (vecina sin relación con la organización) y otros 11 supuestos narcotraficantes fueron detenidos.
En una declaración, Édgar Villarreal "La Barbie" confesó a los medios que El Jefe de jefes lo llamó la mañana del enfrentamiento, tan solo minutos antes de su muerte. En su última llamada y mientras los marinos disparaban contra su equipo, Beltrán pidió a Villarreal que le enviara sicarios de refuerzo a los edificios en Cuernavaca, pero este le recomendó que mejor se entregara. Leyva le dejó en claro que "prefería morirse". Arturo Beltrán fue abatido en la recámara principal.
Terminado el enfrentamiento, fueron asegurados $280,000 USD en efectivo, 16 fusiles de asalto (AK-47 y AR-15), 4 pistolas, 74 cargadores y 1.700 cartuchos útiles. En la recámara principal quedaron juguetes, una Biblia, un libro, imágenes religiosas y un rosario; sobre la cama, una colcha con una enorme mancha de sangre. En el armario quedaron colgados camisas y pantalones de la marca Hugo Boss y unas botas de piel de cocodrilo. A algunos fotógrafos se les permitió hacer tomas del cadáver de Beltrán Leyva. Las placas muestran al capo con los pantalones a la altura de las rodillas.
El 17 de diciembre dos mujeres y un hombre detenidos fueron presentados a los medios de comunicación por su posible relación con estos hechos.

### Consecuencias
El 16 de diciembre, la muerte de Beltrán Leyva fue dada a conocer en medios en primera instancia por Milenio Noticias, cuando su director editorial Carlos Marín Martínez irrumpió en el noticiero de Ciro Gómez Leyva para confirmar la noticia. Por su parte, desde Dinamarca el presidente Felipe Calderón declaró que la muerte de Arturo Beltrán era un golpe contundente hacia una de las organizaciones criminales más peligrosas. Asimismo alegó que los marinos involucrados en el enfrentamiento recibirían atención suficiente y destacó a Melquisedec Angulo Córdova, joven marino que mató a Beltrán Levya y quien también falleció durante el enfrentamiento. Calderón expresó las condolencias para su familia.
El 30 de diciembre de 2009, la Marina Armada de México captura a Carlos Beltrán Levya y más tarde en agosto de 2010 también es aprehendido Edgar Valdez Villarreal "La Barbie". A raíz de estos eventos, se produjo un fraccionamiento en la organización de los Beltrán del cual se desprendieron diversos grupos delictivos intencionados a pelear y ganar las «plazas» que dejó vacante el ya debilitado cártel. Algunas de las asociaciones son La Mano con Ojos, Los Rojos y los Guerreros Unidos, este último grupo delictivo fundado por Cleotilde Rentería cobró notoriedad en 2014 tras ser señalados como responsables de la Desaparición forzada de Iguala de 2014 en la que 43 estudiantes de la Escuela Normal Rural de Ayotzinapa, Guerrero fueron secuestrados y presuntamente asesinados por miembros del cártel en complicidad con policías y funcionarios locales. El hecho fue muy sonado en su momento e inclusive llegó a tener repercusiones tanto a nivel nacional como internacional.
Durante una conferencia matutina ocurrida en febrero del 2024, el exmandatario Andrés Manuel López Obrador señaló de positiva la ayuda recibida por agencias estadounidenses durante el operativo, no solo en datos de inteligencia, si no a la amplia capacitación a elementos de la Armada de México por parte del Comando del Norte en años anteriores al operativo.

### Represalia por su muerte
Melquisedec Angulo Córdova, el infante de marina de las Fuerzas Especiales que murió durante el enfrentamiento con Arturo Beltrán Leyva, fue enterrado con honores militares el 21 de diciembre de 2009. Al día siguiente, un grupo de hombres armados asesinó a miembros de la familia del infante de marina, incluida su madre. Gudiel Iván Sánchez fue detenido posteriormente en Chiapas por su presunto papel como uno de los pistoleros en los asesinatos.
 Mientras se producían los tiroteos del 22 de diciembre, se colocó una "narcomanta" en un jardín de niños del estado de Morelos y se incendió una sección de la escuela. La "narcomanta" advertía de nuevas represalias contra cualquiera que interfiriera en los asuntos del cártel.

## Beltrán Leyva en la cultura popular
Luego de la muerte de Arturo Beltrán, periódicos del país colocaron como noticia de ocho columnas el lema: "Cae el jefe de jefes". Los edificios Altitude en Cuernavaca, lugar donde fue ultimado el capo, son reconocidos hasta la fecha por este acontecimiento. El 20 de junio de 2010, durante la celebración del día del padre en México, fue colocada una ofrenda en memoria de Beltrán, la cual fue retirada por policías estatales.